# Eredivisie (mannenhandbal) 1980/81
De Eredivisie is de hoogste afdeling van het Nederlandse handbal bij de heren op landelijk niveau. In het seizoen 1980/1981 werd NCR/Blauw-Wit voor de tweede keer landskampioen. E en O en Aalsmeer degradeerden naar de Eerste divisie.

## Opzet
De twaalf teams spelen in competitieverband tweemaal tegen elkaar. De nummer één mag zich landskampioen van Nederland noemen, de nummers elf en twaalf degraderen naar de eerste divisie.

## Teams
| Club                          | Plaats     | Provincie     | Trainer           | Hal                             |
| ----------------------------- | ---------- | ------------- | ----------------- | ------------------------------- |
| Aalsmeer                      | Aalsmeer   | Noord-Holland | René Oosterveld   | De Bloemhof                     |
| Attila                        | Utrecht    | Utrecht       | Harry Schrik      | Catharynehal Sporthal Goograven |
| NCR/Blauw-Wit                 | Neerbeek   | Limburg       | Piet Kivit        | De Haamen                       |
| E en O                        | Emmen      | Drenthe       | George van Noesel | Angelslo                        |
| Bondsspaarbank/De Gazellen    | Doetinchem | Gelderland    | Ton van Linder    | Rozengaarde                     |
| Duyvestein Wintersport/Hermes | Den Haag   | Zuid-Holland  | Ton van der Beek  | Sporthal Vliegermolen           |
| Van der Voort Quintus         | Kwintsheul | Zuid-Holland  | Leo van Velzen    | Van der Voorthal                |
| Sittardia                     | Sittard    | Limburg       | Guus Cantelberg   | Stadssporthal                   |
| Swift Roermond                | Roermond   | Limburg       | Peter Hermans     | Sporthal Koninginnelaan         |
| Vlug en Lenig                 | Geleen     | Limburg       | Pim Rietbroek     | Sporthal Groenstraat            |

## Stand
| Pos | Club                          | Wed | W  | G | V  | Ptn | DV  | DT  | +/− | Opmerking                                             |
| --- | ----------------------------- | --- | -- | - | -- | --- | --- | --- | --- | ----------------------------------------------------- |
| 1   | NCR/Blauw-Wit                 | 18  | 15 | 1 | 2  | 31  | 341 | 257 | +84 | Landskampioen, gekwalificeerd voor de Europa Cup      |
| 2   | Duyvestein Wintersport/Hermes | 18  | 12 | 2 | 4  | 26  | 297 | 274 | +23 | Gekwalificeerd voor de IHF Cup                        |
| 3   | Bondsspaarbank/De Gazellen    | 18  | 11 | 3 | 4  | 25  | 284 | 261 | +23 |                                                       |
| 4   | Vlug en Lenig                 | 18  | 10 | 1 | 7  | 21  | 285 | 268 | +17 |                                                       |
| 5   | Sittardia                     | 18  | 8  | 2 | 8  | 16  | 291 | 297 | -6  | Bekerwinnaar, gekwalificeerd voor de Cup Winners’ Cup |
| 6   | Attila                        | 18  | 7  | 1 | 10 | 15  | 316 | 337 | -12 |                                                       |
| 7   | Swift Roermond                | 18  | 5  | 3 | 10 | 13  | 246 | 272 | -26 |                                                       |
| 8   | Van der Voort Quintus         | 18  | 4  | 4 | 10 | 12  | 240 | 257 | -17 |                                                       |
| 9   | E en O                        | 18  | 5  | 0 | 13 | 10  | 278 | 310 | -32 | Degradatie naar eerste divisie                        |
| 10  | Aalsmeer                      | 18  | 5  | 0 | 13 | 10  | 289 | 329 | -40 | Degradatie naar eerste divisie                        |

1. ↑  Sittardia heeft 2 punten in mindering gekregen

## Handballer van het jaar
| Pos | Naam          | Club                          | Totaal |   |                |           |    |
| --- | ------------- | ----------------------------- | ------ | - | -------------- | --------- | -- |
| Pos | Naam          | Club                          | Totaal | 1 | Jacques Josten | Sittardia | 36 |
| 2   | René Kivit    | NCR/Blauw-Wit                 | 20     |   |                |           |    |
| 3   | Nanne Prevo   | Duyvestein Wintersport/Hermes | 11     |   |                |           |    |
| 3   | Ton Reynders  | Sittardia                     | 11     |   |                |           |    |
| 5   | Peter Verjans | NCR/Blauw-Wit                 | 9      |   |                |           |    |